# Андрусенко Вероніка Андріївна
Андрусенко Вероніка Андріївна (рос. Вероника Андреевна Андрусенко; нар. 20 січня 1991) — російська плавчиня.
Учасниця Олімпійських Ігор 2012, 2016, 2020 років.
Призерка Чемпіонату світу з водних видів спорту 2013, 2017 років.
Призерка Чемпіонату світу з плавання на короткій воді 2012, 2014, 2016 років.
Призерка Чемпіонату Європи з водних видів спорту 2014 року.
Чемпіонка Європи з плавання на короткій воді 2012, 2013 років, призерка 2015, 2017 років.